# Железнице Србије
«Железнице Србије» (рус. Железные дороги Сербии) — государственная компания, единственный железнодорожный перевозчик грузов и пассажиров по железным дорогам в Сербии.
В распоряжении компании «Железнице Србије» находится сеть из 4347 км с европейской колеёй, 32 % дорог электрифицированы.
Начало Сербских железных дорог как компании относится к 1881 году, когда Король Милан IV Обренович заявил об образовании сербских национальных железных дорог. Первый поезд отправился из Белграда в Ниш 23 августа 1884 года, что считается официальной датой создания компании.
С 1920-х годов и до распада Югославии она действовала под названием «Югославские железные дороги».
Электрификация железных дорог началась в 1970 году.

## Подвижной состав
Тяговый подвижной состав компании «Железнице Србије» состоит из электропоездов серии 412/416 и 413/417, электровозов серий 441, 444 и 461, тепловозов серий 661, 662, 643, 642, 644, 645 и 666, дизель-поездов серий 710, 711, 712 и 812/816.